# Ghaur Gharbijja
Ghaur Gharbijja (arab. غور غربية) – miasto w Syrii, w muhafazie Hims. W 2004 roku liczyło 4016 mieszkańców.